# Afong Moy
Afong Moy fue la primera mujer inmigrante de China en los Estados Unidos. En 1834, fue llevada a Nueva York desde Guangzhou (Cantón) por Nathaniel y Frederick Carne, quienes la exhibieron como «la dama china». Los anuncios de la exhibición resaltaban su ropa, su idioma, y sus «pies pequeños» de cuatro pulgadas, un resultado del vendado de pies.
Moy fue la primera mujer china en alcanzar la fama en los Estados Unidos. Realizó una gira a lo largo del país, recibió cobertura en la prensa y conoció al presidente Andrew Jackson. En 1835, la firma neoyorquina Risso and Browne publicó una litografía de Afong Moy titulada «La dama china»
A pesar de todo, la popularidad de Moy disminuyó en la década de los 40, y sus registros desaparecieron en 1850. Moy no volvió a ser mencionada en los periódicos y no se sabe qué sucedió con ella. Afong Moy fue la primera mujer china con la que muchos estadounidenses interactuaron, influenciando su percepción de las mujeres asiáticas y la cultura china.

## Primeros años
Afong Moy llegó a Nueva York desde Cantón, China. Se informaba que era hija de un «distinguido ciudadano», sugiriendo que sus familia tenía un alto estatus socioeconómico. Asimismo, se decía que su padre vivía en «los suburbios de Cantón».

## Viaje a Estados Unidos
En 1760, el emperador Qianlong adoptó una política de fronteras cerradas en respuesta a la influencia creciente de los occidentales en China. Esta se mantuvo efectiva hasta mediados del siglo XIX, por lo que haste ese entonces a los occidentales solo se les permitía desembarcar en el puerto sur de Cantón.
Si bien no está claro cómo Moy pudo salir de China y llegar a los Estados Unidos, su viaje es ampliamente atribuido a dos comerciantes estadounidenses, los hermanos Nathaniel y Frederic Carne. A principios del siglo XIX, los hermanos Carne trabajaron con el capitán B. T. Obear con el fin de iniciar un negocio y llamar atención sobre los productos chinos en Nueva York. Su estrategia consistía en exhibir a una mujer china en Nueva York detrás de la cual habría un lujoso fondo de objetos decorativos chinos y muebles para el hogar. Esperaban que al interactuar con una exótica mujer china llevaría a los estadounidenses a fascinarse por los productos chinos que ofrecían.
De acuerdo con los relatos aparecidos en periódicos y material promocional, el capitán Obear contactó con el padre de Afong Moy, teniendo éxito al proponerle llevar a la joven a los Estados Unidos por corto plazo a cambio de una sustancial suma monetaria. Obear habría prometido regresar con Moy en su siguiente viaje a Cantón, el cual ocurriría en dos años; sin embargo, el capitán se embarcó a Cantón nuevamente en abril de 1835 sin la compañía de Afog Moy. El 17 de octubre de 1834, Afong Moy llegó a los Estados Unidos a bordo del barco Washington, acompañada de los hermanos Carne y un intérprete llamado «Atung» o «Acong». Ella fue incluida en la lista de pasajeros como «Auphinoy»/«Auphmoy».
A su llegada a Nueva York, los periódicos locales la anunciaron como «Juila Foochee ching-chang king, hija de Hong wang-tzang tzee king». «Señorita Ching-Chang-foo», «señorita Keo-O-Kwang King» y otras variaciones. Fue después de su llegada que adoptó el nombre de Afong Moy después de que se lo pidieran los hermanos Carne. Moy no hablaba inglés, pero se lograba comunicar de forma efectiva a través de su intérprete.

### Experiencia en los Estados Unidos

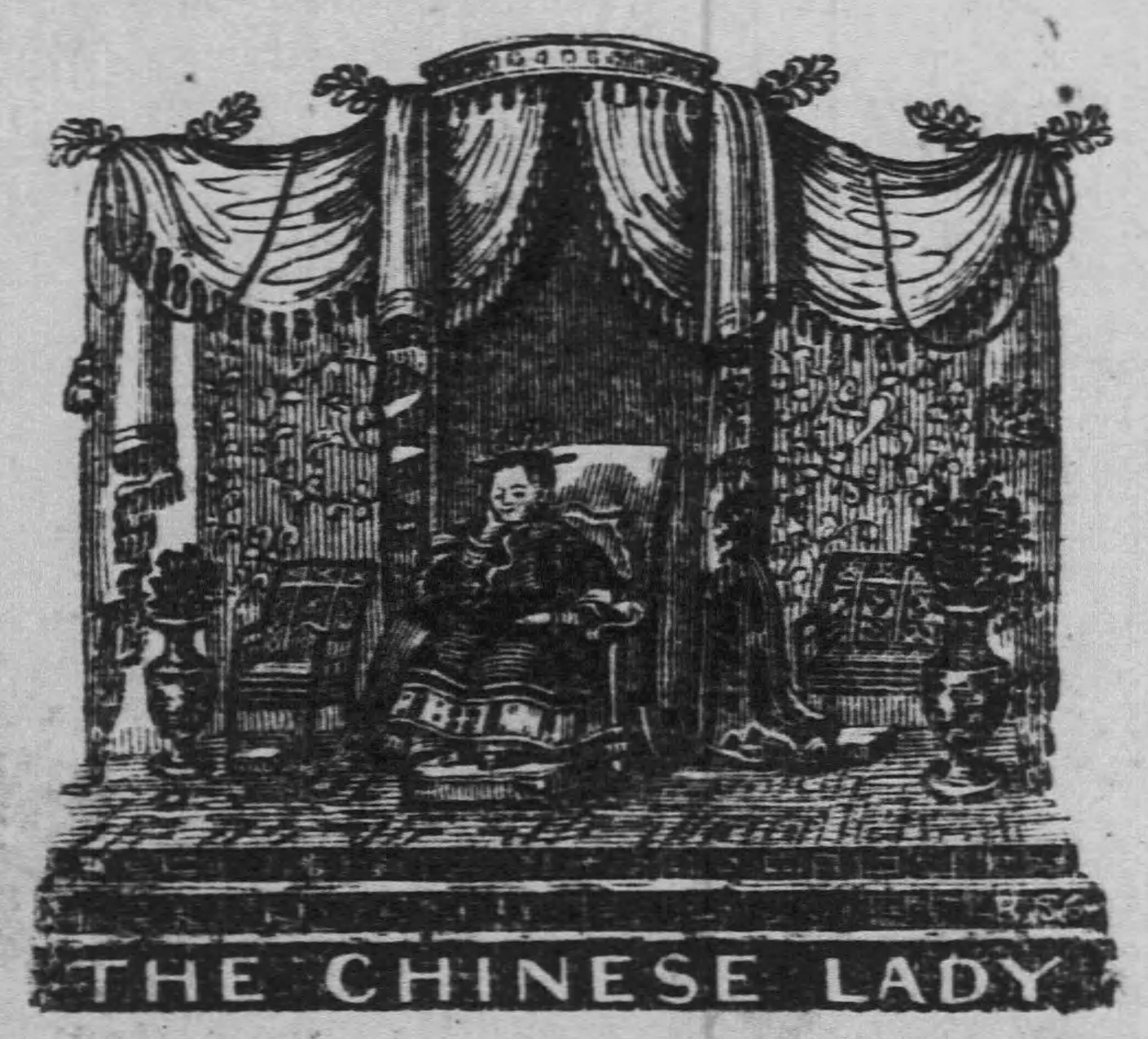
Representación de Afong Moy en un anuncio del Charleston Mercury en 1835

#### Primeros años y fama
El 6 de noviembre de 1834, Moy tuvo su primera presentación en una sala de exhibiciones en el N.º 8 Park Place, y pronto empezaron a aparecer anuncios de su actuación en los periódicos locales. Estos anuncios la describían como de 19 años, 4 pies 10 pulgadas de altura (147.32 cm), «vestida con un traje típico» y con pies «de solo 4 pulgadas (10.16 cm) de largo». Un periódico anunciaba a Moy como una dama china «vestida con un traje nativo que mostraba a las bellezas de Nueva York cuán diferentes podían verse las mujeres en regiones lejanas». Desde el 10 de noviembre en adelante, Afong Moy era exhibida al público general de 10 de la mañana a 2 de la tarde, y nuevamente de 5 de la tarde a 9 de la noche por el precio de 50 centavos. Se sentaba en un trono de «ricos y costosos materiales» en un escenario chino, era la pieza central de una habitación llena de muebles, artesanías y objetos decorativos chinos. En escena, utilizaba palillos, explicaba las prácticas sociales chinas y cantaba canciones tradicionales chinas. A veces mostraba sus pies vendados colocándolos sobre un cojín o caminando por la habitación. Actuó en un gran número de lugares en 1834, incluyendo el Museo Americano, el Museo de Peale y el Museo Brooklyn.
Debido al gran éxito de su exhibición en Nueva York, Afong Moy se embarcó en un viaje por varias grandes ciudades de los Estados Unidos, incluyendo New Haven, Filadelfia, Washington, Baltimore, Richmond, Norfolk, Charleston, Nueva Orleans y Boston. En marzo de 1835 se presentó en Washington durante todo el mes, donde su exhibición fue aclamada como una «novedad sin precendentes». A comienzos de marzo, Moy se conoció al presidente de los Estados Unidos Andrew Jackson.

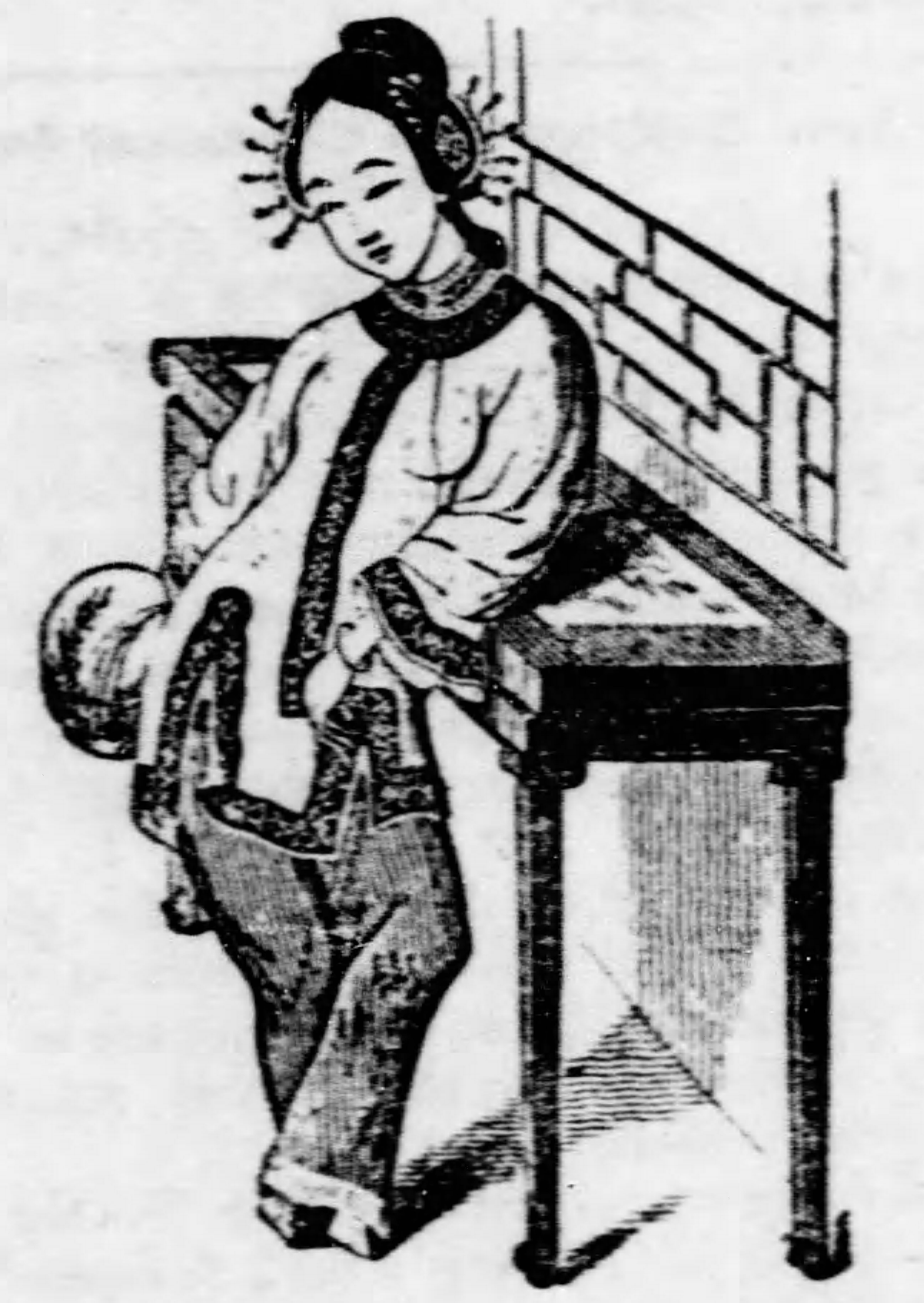
Representación de Afong Moy en The Pittsburgh Gazette en 1836

En 1836, un anuncio en The Evening Post afirmaba que Moy había visitado «casi todas las ciudades de la Unión», por lo que regresaba a Nueva York para «decir adiós» antes de regresar a China. Para este momento ya sabía hablar algo de inglés. Un anuncio en The Pittsburgh Gazette decía que pretendía regresar pronto a China a bordo del Mary Ballard. Pero en diciembre, Afong Moy todavía estaba en los Estados Unidos, supuestamente no habría podido encontrar un barco de regreso a China, pero es más probable que los supuestos planes de partir no eran más que una estrategia publicitaria para aumentar la venta de entradas. Reapareció en Nueva York en abril de 1837, como fue anunciado en The Long-Island Star, donde nuevamente decía que planeaba regresar a China pronto. No es mencionada nuevamente sino hasta el siguiente año.

#### Declive
En abril de 1838, los medios informaron que Moy enfrentaba problemas financieros. Circulaban rumores de que había sido abandonada en Nueva Jersey por sus guardianes, quienes la habían «robado» de China y temían ser procesados en cuanto la llevaran de vuelta. Las descripciones de su situación eran tan penosas que residentes locales consideraron financiar su viaje de regreso.
Luego de que la prensa reportase la situación de Afong Moy, las autoridades del condado de Monmouth, Nueva Jersey la alojaron en un hospicio. Permaneció allí hasta antes de abril de 1848, cuando «una compañía la rescató al costear los gastos de su manutención y asegurando su futuro». Moy fue retirada del hospicio con la intención de volver a exponerla. En 1847, el público pudo volver a presenciar sus espectáculos.
Luego de varias exhibiciones en Nueva York, Boston y Filadelfia; en noviembre de 1849, Moy se presentó en un lugar de encuentro en la Avenida Pensilvania, Washington D. C.. Esta vez, fue anunciada con el nombre de Afong Moy Nanchoy, lo que sugiere que se había casado, posiblemente con un hombre de origen cantonés. La última exhibición de la que se tiene registro tuvo lugar en un hotel en la ciudad de Nueva York, en abril de 1850. Después de esta fecha, los registros de Afong Moy desaparecen por completo. Algunas fuentes sugieren que dejó los Estados Unidos para llevar a cabo una gira por Europa.